# Adriana Chamajová
Adriana Chamajová (Ružomberok, 1º febbraio 1971) è un'ex cestista cecoslovacca, dal 1993 slovacca.

## Carriera
Con la Cecoslovacchia ha disputato i Giochi olimpici di Barcellona 1992.
Con la Slovacchia ha disputato i Campionati mondiali del 1994.